# Кирхшпиль-Гардинг
Кирхшпиль-Гардинг (нем. Kirchspiel Garding) — община в Германии, в земле Шлезвиг-Гольштейн.
Входит в состав района Северная Фризия. Подчиняется управлению Айдерштедт. Население составляет 350 человек (на 31 декабря 2010 года). Занимает площадь 14,89 км².
Официальным языком в населённом пункте, помимо немецкого, является севернофризский.